# Aire urbaine de Brassac-les-Mines
L'aire urbaine de Brassac-les-Mines est une aire urbaine française située dans les départements de la Haute-Loire et du Puy-de-Dôme et la région Auvergne-Rhône-Alpes.

## Données générales
En 2010, selon l'Insee, l'aire urbaine de Brassac-les-Mines est composée de six communes, situées dans le département de la Haute-Loire pour cinq d'entre elles et dans le département du Puy-de-Dôme pour une sixième. Son zonage est identique à celui de l'unité urbaine de Brassac-les-Mines.
Au 1er janvier 2015, elle compte une population de 10 351 habitants.

## Composition
L'aire urbaine de Brassac-les-Mines est composée des six communes suivantes :
| Nom                     | Code Insee | Statut | Superficie (km2) | Population (dernière pop. légale) | Densité (hab./km2) |
| ----------------------- | ---------- | ------ | ---------------- | --------------------------------- | ------------------ |
| Bournoncle-Saint-Pierre | 43038      |        | 16,16            | 1 051 (2022)                      | 65                 |
| Brassac-les-Mines       | 63050      |        | 7,2              | 3 380 (2022)                      | 469                |
| Frugerès-les-Mines      | 43099      |        | 1,08             | 551 (2022)                        | 510                |
| Sainte-Florine          | 43185      |        | 7,67             | 3 257 (2022)                      | 425                |
| Vergongheon             | 43258      |        | 12,61            | 1 793 (2022)                      | 142                |
| Vézézoux                | 43261      |        | 7,13             | 631 (2022)                        | 88                 |

## Évolution démographique
L'évolution démographique ci-dessous concerne l'aire urbaine selon le périmètre défini en 2010.
| 1968   | 1975   | 1982   | 1990   | 1999  | 2010   | 2015   |
| ------ | ------ | ------ | ------ | ----- | ------ | ------ |
| 10 984 | 11 354 | 11 113 | 10 139 | 9 718 | 10 308 | 10 351 |

## Pour approfondir